# Okręty podwodne typu 205
Okręty podwodne typu 205 – niemieckie okręty podwodne o napędzie diesel-elektrycznym z okresu zimnej wojny. Do służby weszło 13 jednostek tego typu, z czego 11 zbudowano według oryginalnego projektu, dwa przebudowano z okrętów wcześniejszego typu 201. Pierwszy okręt tego typu U-4 wszedł do służby w Deutsche Marine w 1962 roku. W 1970 roku do służby w Kongelige Danske Marine weszły dwa okręty tego typu. Ostatni okręt serii, U-12, wycofano ze służby w 2005 roku.

## Projekt i budowa
W 1959 roku stocznia HDW otrzymała zamówienie na budowę serii nowych, małych okrętów podwodnych, przystosowanych głównie do operowania na płytkich wodach Morza Bałtyckiego. Okręty miały być wyposażone w kadłuby wykonane ze stali niemagnetycznej w celu ochrony przed działaniem min magnetycznych i zmniejszeniem podatności na wykrycie przez jednostki ZOP. Technologia budowy kadłubów z tego materiału okazała się niedopracowana, pojawiły się mikropęknięcia i korozja. Z tego powodu zbudowano jedynie trzy okręty, które znane były jako typ 201. W celu wyeliminowania wad w projekcie zdecydowano się wprowadzić szereg zmian konstrukcyjnych, zwiększono wymiary okrętu, kadłub ciśnieniowy w celu ochrony przed korozją pokryto cyną, docelowo miał być zbudowany z nowego rodzaju stali. Tak zmieniony projekt otrzymał oznaczenie typ 205 . 
Budowa pierwszego okrętu U-4 rozpoczęła się 12 października 1960 roku. Wodowanie nastąpiło 25 sierpnia 1962 roku, wejście do służby 19 listopada 1962 roku . Od U-9 do produkcji kadłuba zaczęto stosować nowo opracowaną stal niemagnetyczną. U-1 i U-2 zostały przebudowane na typ 205. Podczas pobytu w stoczni wymieniono na nowe poszycie kadłuba.

## Okręty
| Nazwa                   | Stocznia        | Rozpoczęcie budowy | Wodowanie       | Wejście do służby | Wycofanie ze służby | Los okrętu      |
| Deutsche Marine         | Deutsche Marine | Deutsche Marine    | Deutsche Marine | Deutsche Marine   | Deutsche Marine     | Deutsche Marine |
| ----------------------- | --------------- | ------------------ | --------------- | ----------------- | ------------------- | --------------- |
| U-1                     | HDW             | 01.02.1965         | 17.02.1967      | 26.06.1967        | 29.11.1991          | złomowany 1993  |
| U-2                     | HDW             | 01.09.1964         | 15.07.1966      | 11.10.1966        | 19.03.1993          | złomowany 1993  |
| U-4                     | HDW             | 01.04.1961         | 25.08.1962      | 19.11.1962        | 01.08.1974          | złomowany 1977  |
| U-5                     | HDW             | 01.06.1961         | 20.11.1962      | 04.07.1963        | 17.05.1974          | złomowany 1975  |
| U-6                     | HDW             | 08.11.1961         | 30.01.1963      | 24.07.1963        | 22.08.1974          | złomowany 1977  |
| U-7                     | HDW             | 01.02.1962         | 10.04.1963      | 16.03.1964        | 30.09.1965          | złomowany 1976  |
| U-8                     | HDW             | 20.02.1963         | 19.06.1963      | 22.07.1964        | 09.10.1974          | złomowany 1977  |
| U-9                     | HDW             | 10.12.1964         | 20.10.1966      | 11.04.1967        | 03.06.1993          | okręt muzeum    |
| U-10                    | HDW             | 15.07.1965         | 05.06.1967      | 28.11.1967        | 16.02.1993          | okręt muzeum    |
| U-11                    | HDW             | 01.04.1966         | 09.02.1968      | 21.06.1968        | 30.10.2003          | okręt muzeum    |
| U-12                    | HDW             | 01.09.1966         | 10.09.1968      | 14.01.1969        | 21.06.2005          | złomowany       |
| Kongelige Danske Marine |                 |                    |                 |                   |                     |                 |
| HDMS Narhvalen (S320)   | Kopenhaga       | n/a                | 1968            | 1970              | n/a                 | złomowany 2003  |
| HDMS Nordkaperen (S321) | Kopenhaga       | n/a                | 1969            | 1970              | n/a                 | złomowany 2004  |